# 193
193（一百九十三）是192與194之間的自然數。

## 数学性质
- 第44個質數。前一個為191、下一個為197。
  - 第14對孿生質數，為（191、 193）。
  - 第13個幸运素数
  - 此數字雖然是自然質數，但不是高斯質數。前一個有此性質的自然質數是181、下一個是197。（OEIS數列A002313）

其第一象限之高斯質數的整数分解為{\displaystyle \left(12+7i\right)\times \left(12-7i\right)}。
- 第91個十进制的等數位數。前一個為192、下一個為194。

## 在其他領域中
- 联合国有193个成员国。
- 香港藝人郭嘉駿的暱稱。